# Martin Sacks
Martin Sacks (ur. 16 października 1959 w Sydney) – australijski aktor telewizyjny i filmowy. Reżyser.
W 2001 roku został odznaczony Medalem Stulecia (Australian Centenary Medal) za zasługi dla australijskiego społeczeństwa i australijskiej produkcji filmowej.

## Kariera
Jego pierwszą rolą był drobny epizod w 1977 roku, w serialu telewizyjnym The Restless Years. Na dużym ekranie zadebiutował w 1987 roku, w dramacie kryminalnym Slate, Wyn & Me.  W roku 1987 zagrał gościnnie w dramacie francuskim La tricheuse występując u boku m.in. Wojciecha Pszoniaka. W roku 1993 zagrał jedną z głównych ról w filmie Krok w dorosłość, grając u boku Russella Crowe.
W 2013 pojawił się w horrorze W szczękach rekina - filmie zrealizowanym w technologii 3D. 
Największą popularność przyniosła mu rola Patricka Josepha w serialu Policjanci z Mt. Thomas - zagrał w 465 odcinkach tego popularnego serialu w latach 1993-2005. Ostatni raz pojawił się w roku 2005 i poprosił producentów serialu, aby jego postać nie została uśmiercona, celem tego miała być możliwość w przyszłości odegrania gościnnych ról w  tym serialu. W latach 1997–2001 za rolę w tym serialu, otrzymał nagrodę Logie Award dla najpopularniejszego aktora.  
Zagrał w innych wielu popularnych w Australii jak i za granicą serialach m.in.: Porachunki, A Country Practice czy The Restless Years.

## Filmografia
Filmy 
- 1983: The City's Edge jako młodzieniec na przyjęciu
- 1985: Stock Squad jako
- 1985: Emoh Ruo jako Des Tunkley
- 1987: Slate, Wyn & Me jako Slate Jackson
- 1987: La tricheuse jako Jeff
- 1988: Touch the Sun: Princess Kate jako Greg Mathieson
- 1993: Nie do pokonania, (Irresistible Force) jako saper
- 1993: Krok w dorosłość, (Live in Limbo) jako Max Wiseman
- 2001: Mój mąż zabójca, (My Husband My Killer jako Andrew Kalajzich
- 2011: Gonitwa, (The Cup) jako Neil Pinner
- 2012: W szczękach rekina 3D, (Bait) jako Todd
- 2013: Cliffy jako Syd

 Seriale 
- 1977: The Restless Years - 1 odcinek, jako Adam Lee
- 1982-84: A Country Practice - 6 odcinków, jakoCraig Thompson/Philby
- 1994-05: Policjanci z Mt. Thomas - 495 odcinków, jako Det. Patrick Joseph 'P.J.' Hasham
- 2001: Zrób albo umrzyj - miniserial, jako Jimmy Grattan
- 2008: Porachunki - 11 odcinków, jako Mario Condello
- 2010: Offspring - 2 odcinki, jako Colin Soriel
- 2012: The Straits - 2 odcinkiw, jako Howard Reeman
- 2012: Rake - 2 odcinki, jako Roger Evans
- 2013: Wentworth - 5 odcinków, jako Derek Channing

 Reżyser 
- 2006-08: Cena życia - 6 odcinków
- 2005-06: Policjanci z Mt. Thomas - 4 odcinki